# スリップ (航空)

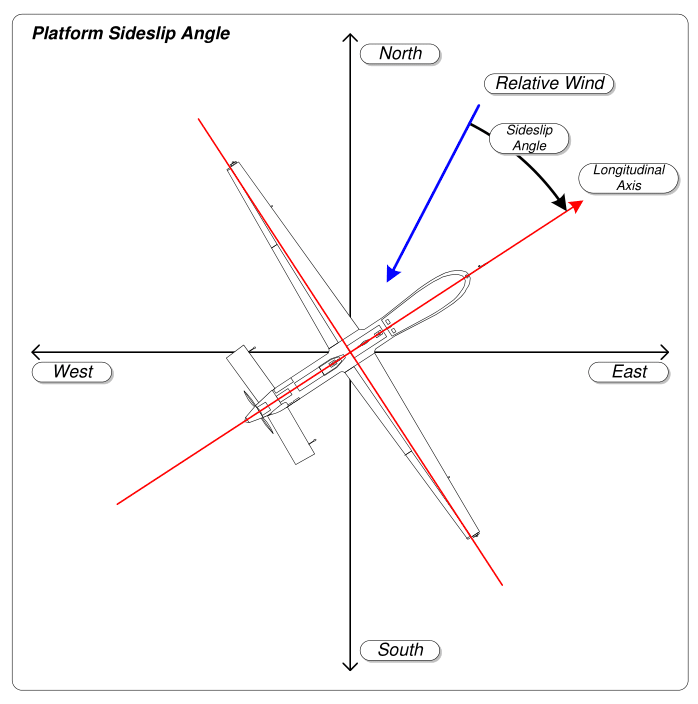
スリップ

スリップは航空機がその前面からの気流に対して相対的に横方向へ偏移する航空力学的状態。機体の側面へ気流を受ける（横風）。滑り（すべり）・横滑りとも呼ばれる。

## スリップ機動
航空機の操縦において、通常の旋回を行うにはエルロン操作により機体をバンクさせ、同時にバンクした側のラダーペダルを踏み込み機首をバンク方向に向ける。これに対してスリップ機動では通常旋回とは反対方向にラダー操作を行う。機体は機首方向に対してバンクした側に偏移し、搭乗者は横滑りしているような感覚を持つためスリップと呼ばれる。スリップ状態での飛行は効率的でなく、また、旅客機にあっては乗客の乗り物酔いの原因となるので常用されることはないが、特定の条件下ではこれが必要となる。
一般的にはバンクした（内）側に横滑りすることをスリップと呼び、旋回時のバンク側へのラダー操作過剰によって生ずる外側への横滑りもスリップの一種であるが、こちらはスキッドと呼ばれ区別される。スキッドはスピンに直結する危険な状態であり、飛行中（特に旅客機では）必要となることはおよそない。
空対空戦闘における戦闘機では、背後から銃撃を受けている時などにスリップ機動を行い相手の銃撃をそらしたり、相手の予期する位置から急に外れる(相手の視界から急に消えたように見えることもある)ことで攻撃をかわす際に使われる。
スリップ機動にはサイドスリップとフォワードスリップという二種類の用語が存在するが、航空力学的には同一である。主として機首の向きと機体（重心）の進行方向によって区別されている。

### サイドスリップ
機体をバンクさせながら反対方向へのラダー操作を行い機首を機体の進行方向に平行になるようにする。この状態では機体は機首の向きに対してバンクした側に横滑りする。横風着陸に際して、横風によって生ずる力の滑走路に対する直交成分とちょうど拮抗するようにサイドスリップ機動を行えば、風下に流されることなく、かつ機体（機首）を滑走路と平行に保つことができる。ただしバンク状態なので、車輪はバンクした側が先に接地することになる。さらにバンクが深いと主翼端やエンジンが接地してしまうのでクラブ・デクラブ機動等と組み合わせる必要がある。

### フォワードスリップ
サイドスリップ状態よりもさらにバンクの反対方向にラダー操作を行うと、バンクによる揚力鉛直方向成分の減少によって高度が下がり、且つ前方投影面積の増大による抗力（空気抵抗）の増加により速度の増加を抑制できる。搭乗者には斜め前向きにスリップしているような感覚を与える。主としてファイナルにおいて高度が高すぎるときに高度を急速に下げるための処理法の一つであり、滑走路中心線延長線上をキープしたままラダーとエルロン操作により降下率が調整できる。動力がなく、着陸復行の難しい滑空機（グライダー）等では、一般に高めに進入してファイナルでフォワードスリップにより適正高度に調整を行うことが多い。スポイラーやフラップといった空力ブレーキ機構を持たない滑空機、あるいは動力機にあっても故障等によって使用できない状況では不可欠な機動である。
フォワードスリップを行っている間は、ピトー管に当たる空気の流れが正常でないためにエアースピードが計器よりも遅くなる場合があり、失速の危険がある事を念頭におかなければならない。エレベーターダウンを心がけてグライドパスに乗った後は一旦エアースピードチェックが必要。
過去にエアカナダのボーイング767が燃料切れによる両エンジン停止の状態で着陸を試みたものの、進入高度が高すぎたことにより、このフォワードスリップが使用された。(ギムリー・グライダー)